# Единбурзька школа бізнесу
Единбурзька бізнес-школа (Edinburgh Business School, EBS) є школою бізнесу британського університету Геріот-Ватт (англ. Heriot-Watt University).
Заснована у 1990 році.  Бізнес-школа є однією з найбільших за кількістю студентів, адже випускниками стали більше ніж 22 000 студентів з 160 країн світу.

## Про Единбурзьку бізнес-школу
Школа, заснована в 1990 році, є частиною Університету Геріот-Ватт, одного з найстаріших університетів Сполученого Королівства. Університет має Королівську хартію, а також визнаний Міністерством освіти США.
Диплом Единбурзької бізнес-школи університету Геріот-Ватт є глобально визнаним дипломом. У 2003 та щороку з 2006 до 2009 рейтинг «Найкращі MBA програми дистанційного навчання» газети «Financial Times» визнав програму MBA Единбурзької бізнес-школи другою, а з 2010 - першою за масштабами у світі.
Випускники навчальних програм школи працюють у понад 40% компаній з переліку «Топ 500 корпорацій» за версією Fortune
Усе навчання відбувається за стандартизованою програмою — як в Единбурзі, так і в інших містах та країнах, де представлена Школа. У цілому світі учасники програм складають однакові тести та іспити.

## Единбурзька бізнес-школа в Україні
Единбурзька бізнес-школа на платформі House of Knowledge з 2009 року, тобто більше 10 років, надає можливість українським топ-менеджерам та управлінцям отримати міжнародний ступінь МВА в Україні, без необхідності залишати бізнес та родину для навчання закордоном.
Це не є суто дистанційним навчанням, хоча школа всесвітньо відома своїми програмами дистанційного навчання, —  в Києві двічі на місяць протягом семестру студенти навчаються в класах з тьюторами, що дозволяє краще засвоювати матеріали та обговорювати свої власні кейси. Після успішного завершення повної програми управлінці, топ-менеджери, підприємці отримують британський диплом та ступінь, що дозволить представляти себе не тільки на українському, а й на міжнародному ринку.
Баланс між особистим життям, швидкістю навчання, можливостями людини та її бізнес-потребами — це те, що є наріжним каменем в Единбурзькій бізнес-школі, тому навчання тут є дуже комфортним для топ-менеджерів в розпалі кар'єри. В Україні вже більше 220 професіоналів отримали ступінь магістру бізнес-адміністрування.

## Програма MBA в Україні
Проходження класичної програми МВА формату Executive складається з 9 курсів і охоплює 3 фундаментальні сфери управління бізнесом: фінансові рішення для бізнесу, розвиток і управління людським капіталом і стратегічне управління бізнесом. Набір на програму/курси здійснюється двічі на рік. Кожен курс MBA-програми триває 2,5 місяці і завершується іспитом.
- В Києві навчання проходить в форматі blended language - школа бізнесу надає матеріали англійською та російською мовами. Також дозволяє навчатись та складати іспити іншими робочими мовами ООН: іспанською, арабською та китайською.
- Студенти навчаються по семестрам, обираючи самостійно курси МБА, які вони хочуть пройти саме зараз. Семестри починаються відповідно в кінці лютого та в середині вересня.
- Протягом семестру студенти навчаються як самостійно, так і в класах в Києві. За бажанням студент з України може продовжувати навчання і у інших кампусах - у Малайзії, ОАЄ, Швейцарії та, звісно, Единбурзі - хаби програми присутні у 24 країнах світу.
- Протягом семестру двічі в місяць на вихідних студенти проходять матеріали курсів та вирішують кейси з досвідченими тьюторами в київському кампусі.

### Executive MBA
Для керівників, топ-менеджерів та бізнесменів найвищої ланки, а також приватних підприємців та державних управлінців, що потребують бізнес-освіти.
Випускники та студенти програми у Києві - провідні спеціалісти, топ-менеджери, власники відомих міжнародних та локальних компаній з усіх сфер бізнесу: агросектор, FMCG, фармацевтика, IT, юридична та банківські сфери тощо.
Умови отримання ступеню MBA
Для отримання ступеню MBA необхідно  скласти іспити по кожному з дев’яти курсів програми.
Тривалість навчання
Навчання за програмою MBA триває від 2 років, залежно від можливостей студента та з урахуванням його особистого графіку.
Школа рекомендує проходження всієї програми протягом 2,5 років, але студент не обмежений цим терміном - індивідуальний маршрут навчання складається під потреби студента та його/її бізнесу. В тому числі, студенти можуть робити перерви та поновлювати навчання, коли зручно та є можливість. Студентський квиток британського університету діє протягом 7 років.
Кожен курс завершується іспитом. Іспити проводяться в червні та грудні, проходять за глобальними стандартами Единбурзької бізнес-школи і адмініструються в Україні, як і в більшості країн, незалежним модератором — British Council.
В залежності від запиту учасники програми відвідують кампус Единбурзької бізнес-школи в Британії. У програмі — спеціальні семінари, бізнес-екскурсії у компанії Сполученого Королівства, культурні заходи.
Курси, що входять до програми Executive MBA
- Економіка для бізнесу
- Прийняття фінансових рішень
- Стратегічний маркетинг
- Організаційна поведінка
- Управління проєктами
- Стратегічне планування
- Переговори
- Управління людськими ресурсами
- Лідерство: теорія та практика

Структура програм, тривалість і курси можуть бути змінені відповідно до вимог університету Геріот-Ватт.
Всі курси розроблені в Британії в Единбурзькій бізнес-школі та є складовими класичної програми MBA. Додатково школа пропонує практичні семінари та майстер-класи, які допоможуть оволодіти інструментарієм для роботи.
Викладачі, тьютори, студенти та випускники школи активно розвивають бізнес-спільноту в Україні. Бізнес-школа постійно ініціює корисні вебінари, лекції та проєкти за участі провідних експертів, аби ділитися прикладними знаннями та прискорити розвиток українського бізнесу. Школа регулярно проводить зустрічі Alumni Club.